# Кошицка Пољанка
Кошицка Пољанка (слч. Košická Polianka) насељено је мјесто са административним статусом сеоске општине (слч. obec) у округу Кошице-околина, у Кошичком крају, Словачка Република.

## Становништво
| Година:    | 1994. | 2004.   | 2014.    | 2024.   |
| ---------- | ----- | ------- | -------- | ------- |
| Број људи: | 906   | 912     | 1007     | 1066    |
| Разлика:   |       | +0,66 % | +10,41 % | +5,85 % |

| Година:    | 2023. | 2024.   |
| ---------- | ----- | ------- |
| Број људи: | 1063  | 1066    |
| Разлика:   |       | +0,28 % |

Према подацима о броју становника из 2011. године насеље је имало 967 становника.